# 托馬斯·艾爾瓦·巴特勒
托馬斯·艾爾瓦·巴特勒（Thomas Alva Bartlett，1930年8月20日—）是一名美国教育家，他以曾经出任数所大学和大学系统的校长而著名。
巴特勒出生于俄勒冈州的塞勒姆。1947年毕业于塞勒姆高中。之后2年，他就读于威拉姆特大学，参加了Beta Theta Pi兄弟会，后来转校到斯坦福大学，在校期间加入Phi Beta Kappa會，于1951年毕业获得政治学学士学位。之后，他以获得罗兹奖学金学士学位的身份，进入牛津大学的，并获得了硕士学位。1959年，获得了斯坦福大学的博士学位。当他还在读研究生的时候，他被招募进入美国常驻联合国代表团，解决巴以问题。
在1970年代和1980年代，他擔任柯盖德大学校長，以及阿拉巴马大學系统和俄勒冈大学系統的校長。他曾擔任美洲大學協會主席。他在短暫退休後於1994年被召回領導紐約州立大學系統，但與大學董事會在喬治·帕塔基任命案起衝突，導致他在工作17個月後辭職。
在紐約州立大學系統之後，他成為美日基金會董事會主席，七年後離開，重新擔任開羅美國大學的臨時性校長。